# John Bost

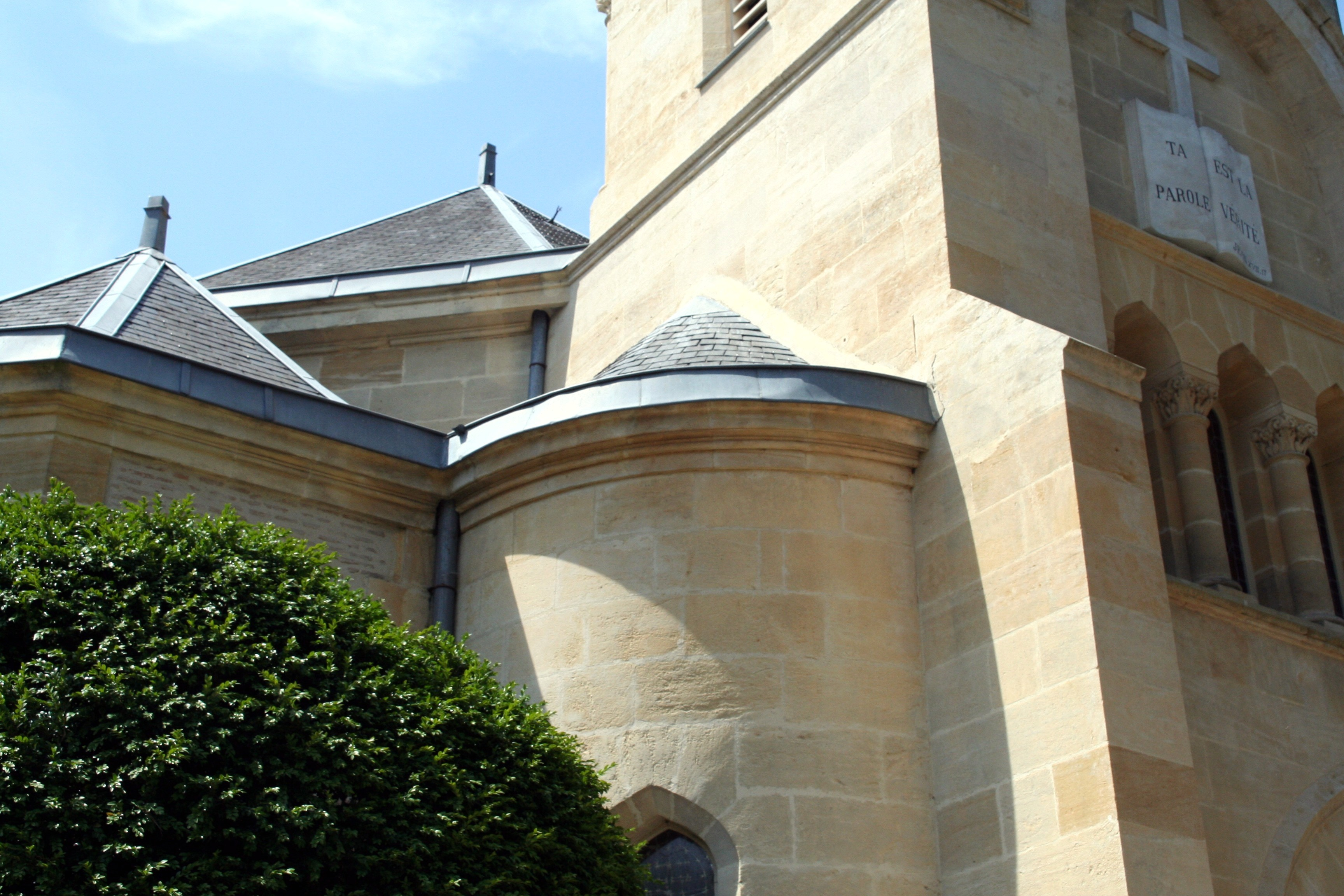
Tempel der John Bost-Stiftung

Jean-Antoine Bost (* 4. März 1817 in Moutier im Berner Jura; † 1. November 1881 in Paris) war ein Schweizer reformierter Pfarrer und Sozialpionier.
Nach einer Ausbildung zum Buchbinder wurde der Sohn von Ami Bost Hauslehrer in Irland. Er strebte eine Laufbahn als Pianist an und nahm Klavierunterricht bei Franz Liszt, brach jedoch seine Karriere 1840 ab. Ab 1843 studierte er Theologie in Montauban und wurde 1844 in Orléans ordiniert. Danach war er 35 Jahre lang Pfarrer in La Force (Arrondissement Bergerac) und gründete Waisenhäuser und Altenheime, Heime für Epileptiker sowie geistig und körperlich Behinderte.